# ماتيوس ماسكارينهاس
ماتيوس ماسكارينهاس هو لاعب كرة قدم برازيلي في مركز الدفاع، ولد في 27 يوليو 1998 في البرازيل. لعب مع نادي فلومينينسي.

## وصلات خارجية
- ماتيوس ماسكارينهاس على موقع قاعدة بيانات كرة القدم.إي يو (الإنجليزية)
- ماتيوس ماسكارينهاس على موقع Soccerway.com (الإنجليزية)